# Johann Gottfried Eckard
Johann Gottfried Eckard (* 21. Januar 1735 in Augsburg; † 24. Juli 1809 in Paris) war ein deutscher Pianist und Komponist.

## Leben und Werk
Johann Gottfried Eckard war von seinem ursprünglichen Beruf her Kupferstecher. Er erlernte Musik in seiner Freizeit hauptsächlich über Carl Philipp Emanuel Bachs Versuch über die wahre Art das Clavier zu spielen und seine sechs „Probesonaten“.
Johann Gottfried Eckard ging 1758, angestoßen durch den Augsburger Klavierbauer Johann Andreas Stein, nach Paris und blieb dort. Zunächst verdiente er sich seinen Lebensunterhalt mit dem Bemalen von Miniaturen, einem Handwerk, in dem er über beträchtliche Fähigkeiten verfügte. Er erwarb sich große Kompetenz als Pianist und gab erfolgreich Konzerte in Paris. Er entwickelte sich neben Johann Schobert zum angesehensten Pianisten und Klavierkomponisten in der Stadt. Laut zeitgenössischen Aussagen war sein Spielstil herber und orgelmäßiger als der von Johann Schobert.
Im Druck erschienen sechs Klaviersonaten op. 1 (1763), zwei Klaviersonaten op. 2 (1764) und ein Menuett d’Exaudet avec variations pour le clavecin (1764). Eine komplette Ausgabe der Klavierwerke Eckards mit Kommentaren von J. Ligtelijn gab Eduard Reeser (Amsterdam 1956) heraus.